# Tanner Buchanan
Tanner Buchanan (Ottawa, 8 dicembre 1998) è un attore statunitense.
È famoso per il ruolo di Leo Kirkman nella serie Designated Survivor e per quello di Robby Keene nella serie Netflix Cobra Kai. È anche noto per il suo ruolo nella serie televisiva di Nickelodeon Game Shakers come Mason Kendall.

## Biografia
Buchanan è nato a Ottawa, Ohio. Nel 2010, ha fatto la sua prima apparizione in televisione, interpretando un ruolo da bambino nella serie Modern Family. Tre anni dopo è apparso in Grey's Anatomy, Major Crimes e The Goldbergs. Ha avuto ruoli ricorrenti in Girl Meets World, Game Shakers e The Fosters. Nel 2016, ha interpretato il suo primo ruolo principale in televisione, interpretando Leo Kirkman nella serie Designated Survivor. Nel 2018 ha iniziato a interpretare Robby Keene nella serie YouTube Premium (e dopo Netflix) Cobra Kai. Ha recitato anche nel remake di Kiss Me intitolato He's All That.

## Filmografia

### Cinema
- Jake Squared, regia di Howard Goldberg (2013)
- Guests, regia di Mark Columbus - cortometraggio (2014)
- Ellie, regia di Allison Eckert - cortometraggio (2014)
- Bastardi insensibili (The Heyday of the Insensitive Bastards), regia collettiva (2015)
- Alone in the Dust, regia di Brandon Kapelow - cortometraggio (2015)
- Anything, regia di Timothy McNeil (2017)
- Max Winslow and the House of Secrets, regia di Sean Olson (2019)
- Crudele fissazione (Cruel Fixation), regia di Damián Romay (2019)
- Chance, regia di John B. Crye (2020)
- He's All That, regia di Mark Waters (2021)
- Painted Beauty, regia di Rob Prior (2021)
- The Hyperions, regia di Jon McDonald (2022)
- Come far innamorare Billy Walsh (How to Date Billy Walsh) regia di Alex Pillai (2024)

### Televisione
- Modern Family – serie TV, 1 episodio (2010)
- Untitled Jeff and Jackie Filgo Project, regia di Andy Ackerman – film TV (2011)
- The Real St. Nick, regia di Penelope Spheeris – film TV (2012)
- Grey's Anatomy – serie TV, 1 episodio (2013)
- Major Crimes – serie TV, 1 episodio (2013)
- Ghost Ghirls – web serie, 1 episodio (2013)
- The Goldbergs – serie TV, 2 episodi (2013-2014)
- Growing Up Fisher – serie TV, 1 episodio (2014)
- Mixology – serie TV, 1 episodio (2014)
- Girl Meets World – serie TV, 3 episodi (2015)
- The Fosters – serie TV, 6 episodi (2016)
- Le amiche di mamma (Fuller House) – serie TV, 2 episodi (2017)
- The Goldbergs: 1990-Something, regia di Jay Chandrasekhar – cortometraggio TV (2018)
- Designated Survivor – serie TV, 19 episodi (2016-2018)
- Game Shakers – serie TV, 6 episodi (2015-2019)
- Deputy – serie TV, 1 episodio (2020)
- Cobra Kai – serie TV, 50 episodi (2018-2025)

## Doppiatori italiani
Nelle versioni in italiano dei suoi lavori, Tanner Buchanan è stato doppiato da:
- Andrea Di Maggio in Designated Survivor, Come far innamorare Billy Walsh
- Mirko Cannella in The Fosters, Le amiche di mamma
- Niccolo' Guidi in The Goldbergs
- Mosè Singh in Cobra Kai
- Ezzedine Ben Nekissa in He's All That

## Riconoscimenti
- 2019 – Canadian International Faith & Family Film Festival
  - Nomination Premio della Giuria al miglior attore non protagonista per Max Winslow and the House of Secrets